# Stichill
Stichill est un village situé dans les Scottish Borders, en Écosse.